# Rhinichthys atratulus
Rhinichthys atratulus és una espècie de peix cipriniforme de la família dels ciprínids que es troba a Nord-amèrica.
És un peix d'aigua dolça i de clima temperat. Els mascles poden assolir 12,4 cm de longitud total. Menja insectes aquàtics i algues (incloent-hi diatomees).